# Wetzlarer Mädchenchor
Der Wetzlarer Mädchenchor (früher: Jugendchor „Frohe Botschaft“ sowie Wetzlarer Jugendchor) war ein evangelikaler Chor aus heranwachsenden Frauenstimmen unter der Leitung von Margret Birkenfeld.
Er entstand aus der Kinderchorarbeit Margret Birkenfelds für den  Schallplattenverlag Hermann Schulte in Wetzlar. Die ältesten Sänger im Chor im Teenageralter drängten ihre Chorleiterin eine eigene Singgemeinschaft bilden zu dürfen. Da die Jungen in diesem Alter aufgrund ihres Stimmwechsel aussetzen mussten, entstand ein Chor aus frühen Frauenstimmen. Zunächst wirkte die neue Formationen lediglich als eine kleinere und reifere Besetzung des Wetzlarer Kinderchores im Rahmen dessen Kinderschallplattenproduktion, entwickelte bald jedoch ein intensives Eigenleben. Zunächst unter dem Namen Wetzlarer Jugendchor produzierten die Sängerinnen Schallplatten und reisten bundesweit mit eigenem Konzertprogramm und selbst genähter Uniform aus bodenlangen blauen Röcken und weißen Blusen. Als 1975 jedoch durch die ausdrücklich von den Sängerinnen erwünschte Rückkehr der frisch ausgebildeten Männerstimmen die Bezeichnung „Jugendchor“ dem neu entstandenen Gemischten Chor eher gerecht wurde, verblieben nachfolgende Generationen als „Mädchenchor“.
Der Mädchenchor diente seither als transitorische Stufe zwischen dem Wetzlarer Kinderchor und dem Jugendchor, blieb fortan jedoch im Kontext der teenagergerechten Kindermusik. Schließlich gelangte der Chor an seine ursprüngliche Form zurück und wurde nur noch projektmäßig zusammengestellt, wenn ein reiferer Klang bei inhaltlich an ältere Kinder gerichteten Titeln erwünscht war.

## Diskografie

### Einzelauflistung der veröffentlichten Musiktitel
| Jahr      | Musiktitel                                                                                     | Künstler                                                         | Chorsolisten-Auftritte                                                | Verfasser                                                                          | Erstveröffentlichung                                        | Zweitverwertungen | Anmerkungen                                                                   |
| --------- | ---------------------------------------------------------------------------------------------- | ---------------------------------------------------------------- | --------------------------------------------------------------------- | ---------------------------------------------------------------------------------- | ----------------------------------------------------------- | --- | ----------------------------------------------------------------------------- |
| 1974      | Wer schenkt täglich so viel Freude                                                             | Wetzlarer Mädchenchor                                            |                                                                       | Text und Musik: Dieter Pietratus                                                   | Single „Spiel für Gott ein neues Lied“                      | LP „Mit Jesus leben, das ist Freude“ |                                                                               |
| 1974      | Von allen Seiten (umgibst du mich)                                                             | Wetzlarer Mädchenchor                                            |                                                                       | Text und Musik: Verfasser unbekannt (aus der ehemaligen DDR)                       | Single „Spiel für Gott ein neues Lied“                      | LP „Mit Jesus leben, das ist Freude“ |                                                                               |
| 1974      | Die Welt steht der Jugend weit offen                                                           | Wetzlarer Mädchenchor                                            |                                                                       | Text: H. Bergmann; Musik: H. Wortmann                                              | Single „Spiel für Gott ein neues Lied“                      | LP „Mit Jesus leben, das ist Freude“ |                                                                               |
| 1974      | Spiel für Gott ein neues Lied                                                                  | Wetzlarer Mädchenchor                                            |                                                                       | Text und Musik: Hanneliese Schmidt                                                 | Single „Spiel für Gott ein neues Lied“                      | LP „Mit Jesus leben, das ist Freude“ |                                                                               |
| 1974      | Herr, manche Tage (sind für mich eine Last)                                                    | Wetzlarer Mädchenchor                                            |                                                                       | Text und Musik: Jürgen Gemeinhardt                                                 | Single „Spiel für Gott ein neues Lied“                      | |                                                                               |
| 1974      | Freude kannst du nur erleben                                                                   | Wetzlarer Mädchenchor                                            |                                                                       | Text und Musik: Hans-Jürgen Jaworski                                               | Single „Freude kannst du nur erleben“                       | |                                                                               |
| 1974      | Du denkst nur an dein liebes Ich                                                               | Wetzlarer Mädchenchor                                            |                                                                       | Text und Musik: Margret Birkenfeld                                                 | Single „Freude kannst du nur erleben“                       | LP „Der barmherzige Indianer“, LP „Mit Jesus leben, das ist Freude“, CD „Sei ein lebendger Fisch“ |                                                                               |
| 1974      | Singt und spielt in euren Herzen                                                               | Wetzlarer Mädchenchor                                            |                                                                       | Text und Musik: Margret Birkenfeld                                                 | Single „Freude kannst du nur erleben“                       | |                                                                               |
| 1974      | Bleibe bei uns (weil es Abend wird)                                                            | Wetzlarer Mädchenchor                                            |                                                                       | Text und Musik: Verfasser unbekannt                                                | Single „Freude kannst du nur erleben“                       | LP „Mit Jesus leben, das ist Freude“ |                                                                               |
| 1975      | Wir wollen uns von Herzen lieben                                                               | Wetzlarer Mädchenchor                                            | Helga Becker                                                          | Text und Musik: Margret Birkenfeld                                                 | Single „Wir wollen uns von Herzen lieben“                   | MC „Das große Gastmahl“, LP „Mit Jesus leben, das ist Freude“, LP „Margret Birkenfeld – Meine liebsten Lieder“, CD „Sei ein lebendger Fisch“                                                                                      |                                                                               |
| 1975      | Seid dankbar in allen Dingen                                                                   | Wetzlarer Mädchenchor                                            |                                                                       | Text: 1. Thessalonicher 5,18, Römer 8,28; Musik: Margret Birkenfeld                | Single „Wir wollen uns von Herzen lieben“                   | LP „Mit Jesus leben, das ist Freude“, 2-CD „Margret Birkenfeld – Meine liebsten Lieder“ |                                                                               |
| 1975      | Wir wissen nicht den Tag noch die Stunde                                                       | Wetzlarer Mädchenchor                                            | Annette Kriese                                                        | Text und Musik: Margret Birkenfeld                                                 | Single „Wir wollen uns von Herzen lieben“                   | MC „Ja, Gott hat alle Kinder lieb“, LP „Mit Jesus leben, das ist Freude“, 2-CD „Margret Birkenfeld – Meine liebsten Lieder“ |                                                                               |
| 1976      | Hochzeitslied (Geht durch das Tor in ein neues Land / Gott hat seine Hände über euch gehalten) | Wetzlarer Mädchenchor                                            |                                                                       | Text und Musik: Margret Birkenfeld                                                 | Single „Geht durch das Tor in ein neues Land“               | |                                                                               |
| 1976      | Psalm 121 (Ich hebe meine Augen auf)                                                           | Wetzlarer Mädchenchor                                            | Helga Becker                                                          | Text: Psalm 121; Musik: Margret Birkenfeld                                         | Single „Geht durch das Tor in ein neues Land“               | 2-CD „Margret Birkenfeld – Meine liebsten Lieder“ |                                                                               |
| 1976      | Gib mir Ruhe, Herr                                                                             | Wetzlarer Mädchenchor                                            |                                                                       | Text und Musik: Thomas Eger                                                        | Single „Geht durch das Tor in ein neues Land“               | |                                                                               |
| 1976      | Diesen Tag, Herr, leg ich zurück                                                               | Wetzlarer Mädchenchor                                            |                                                                       | Text und Musik: Martin G. Schneider                                                | Single „Geht durch das Tor in ein neues Land“               | |                                                                               |
| 1973 (?)  | In der Welt ist’s dunkel                                                                       | Wetzlarer Mädchenchor                                            |                                                                       | Text: Verfasser unbekannt; Musik: Peter van Woerden                                | Single „Ein tapferes Mädchen“                               | |                                                                               |
| 1972/1973 | Wir wollen fröhlich hier zusammen sein                                                         | Wetzlarer Mädchenchor                                            |                                                                       | Text: Siegfried Rams, Eckart zur Nieden, Margret Birkenfeld; Musik: Siegfried Rams | Single „Gib mir Öl in die Lampe“                            | LP „Mit Jesus leben, das ist Freude“ |                                                                               |
| 1972/1973 | Gib mir Öl in die Lampe                                                                        | Wetzlarer Mädchenchor                                            |                                                                       | Text und Musik: Verfasser unbekannt (aus dem Englischen)                           | Single „Gib mir Öl in die Lampe“                            | |                                                                               |
| 1972/1973 | Mit Jesus leben, das ist Freude                                                                | Wetzlarer Mädchenchor                                            |                                                                       | Text und Musik: Margret Birkenfeld                                                 | Single „Gib mir Öl in die Lampe“                            | LP „Mit Jesus leben, das ist Freude“, MC „Ja, Gott hat alle Kinder lieb“, MC „Das große Gastmahl“, CD „Sei ein lebendger Fisch“                                                                                                   |                                                                               |
| 1972/1973 | Ich liebe Jesus                                                                                | Wetzlarer Mädchenchor                                            | Annette Kriese?, Christiane Schmuck?, Ulrike Wetter?, Bettina Kriese? | Text und Musik: Verfasser unbekannt (aus den Vereinigten Staaten)                  | Single „Gib mir Öl in die Lampe“                            | |                                                                               |
| 1972/1973 | Gott kennt keine Lügen                                                                         | Wetzlarer Mädchenchor                                            |                                                                       | Text und Musik: Erika Wenzel                                                       | Single „Gib mir Öl in die Lampe“                            | LP „Mit Jesus leben, das ist Freude“ |                                                                               |
| 1973      | Nimm du uns jetzt ganz hin (Gebet)                                                             | Wetzlarer Mädchenchor                                            |                                                                       | Text und Musik: Margret Birkenfeld                                                 | Single „Hell klinge unser Lied“                             | LP „Mit Jesus leben, das ist Freude“, 2-CD „Margret Birkenfeld – Meine liebsten Lieder“ |                                                                               |
| 1973      | Lobe den Herren, o meine Seele                                                                 | Wetzlarer Mädchenchor                                            |                                                                       | Text: J. D. Herrnschmidt; Musik: Ansbach 1665                                      | Single „Hell klinge unser Lied“                             | LP „Mit Jesus leben, das ist Freude“ |                                                                               |
| 1973      | Freuet euch des Herrn                                                                          | Wetzlarer Mädchenchor                                            |                                                                       | Text: Psalm 33, 1–4; Musik: Margret Birkenfeld                                     | Single „Hell klinge unser Lied“                             | LP „Mit Jesus leben, das ist Freude“ |                                                                               |
| 1973      | Ich suche dich von ganzem Herzen                                                               | Wetzlarer Mädchenchor                                            |                                                                       |                                                                                    | Single „Hell klinge unser Lied“                             | LP „Mit Jesus leben, das ist Freude“, LP „Suchet mich, so werdet ihr leben“, LP „Margret Birkenfeld – Meine liebsten Lieder“, CD „Die schönsten Lieder von Margret Birkenfeld“, 2-CD „Margret Birkenfeld – Meine liebsten Lieder“ |                                                                               |
| 1973      | Herr, bleib bei uns                                                                            | Wetzlarer Mädchenchor                                            |                                                                       | Text und Musik: Margret Birkenfeld                                                 | Single „Hell klinge unser Lied“                             | |                                                                               |
| 1973      | Ich liege und schlafe ganz in Frieden                                                          | Wetzlarer Mädchenchor                                            |                                                                       | Text und Musik: Manfred Siebald                                                    | Single „Hell klinge unser Lied“                             | LP „Mit Jesus leben, das ist Freude“ |                                                                               |
| 1973 (?)  | Ja, das ist Freude / Jesus Christus lebt / In mein Herze kam ein heller Schein                 | Wetzlarer Mädchenchor                                            | Dorothea Dinter, Annette Kriese                                       | Text und Musik aller 3 Chorusse: Verfasser unbekannt                               | Single „Ja, das ist Freude“ / LP „Und fragst du die Wolken“ | |                                                                               |
| 1973 (?)  | Alle meine guten Taten                                                                         | Wetzlarer Mädchenchor                                            |                                                                       | Text und Musik: Margret Birkenfeld                                                 | Single „Ja, das ist Freude“ / LP „Und fragst du die Wolken“ | LP „Mit Jesus leben, das ist Freude“, CD „Gott sagt Ja zu dir“ |                                                                               |
| 1973 (?)  | Hast du Ruh und Herzensfried                                                                   | Wetzlarer Mädchenchor                                            | Helga Becker*, Ingrid Martin                                          | Text und Musik: Verfasser unbekannt                                                | Single „Ja, das ist Freude“ / LP „Und fragst du die Wolken“ | LP „Mit Jesus leben, das ist Freude“ | * unter Geburtsnamen Helga Vogt                                               |
| 1973 (?)  | Jesus, der Herr, will mich brauchen                                                            | Wetzlarer Mädchenchor                                            | Annette Kriese                                                        | Text: N. Talbot, Musik: E. O. Excell                                               | Single „Ja, das ist Freude“ / LP „Und fragst du die Wolken“ | LP „Mit Jesus leben, das ist Freude“ |                                                                               |
| 1974      | Nun lasst uns stille werden                                                                    | Wetzlarer Mädchenchor                                            | Helga Becker                                                          | Text und Musik: Margret Birkenfeld                                                 | Single „Nun lasst uns stille werden“                        | LP „Seid fröhlich, ihr Kinder“, CD „Still ist die Nacht“ |                                                                               |
| 1974      | Freude, große Freude (Freude, Friede, Liebe)                                                   | Wetzlarer Mädchenchor                                            |                                                                       | Text und Musik: Margret Birkenfeld                                                 | Single „Nun lasst uns stille werden“                        | LP „Seid fröhlich, ihr Kinder“, CD „Still ist die Nacht“, CD „Sei ein lebendger Fisch“ |                                                                               |
| 1975      | In jeder braunen Knospe                                                                        | Wetzlarer Mädchenchor                                            |                                                                       | Text und Musik: Margret Birkenfeld                                                 | Single „Aus Wald und Feld“                                  | LP „Von allerlei Tieren“ |                                                                               |
| 1975      | Die Schöpfung preiset Gottes Güt                                                               | Wetzlarer Mädchenchor                                            |                                                                       | Kanon von Franz Schubert                                                           | Single „Aus Wald und Feld“                                  | LP „Von allerlei Tieren“ |                                                                               |
| 1975      | Golden im Westen                                                                               | Wetzlarer Mädchenchor                                            |                                                                       | Text und Musik: Margret Birkenfeld                                                 | Single „Aus Wald und Feld“                                  | LP „Von allerlei Tieren“ |                                                                               |
| 1975      | Mache dich auf, werde licht (Kantate)                                                          | Wilfried Mann, Wetzlarer Kinderchor, Wetzlarer Mädchenchor       |                                                                       | Kantate von Margret Birkenfeld                                                     | Single „Licht im Dunkel“                                    | LP „Sieh, dein König kommt zu dir“, LP „Margret Birkenfeld – Meine liebsten Lieder“, CD „Die schönsten Lieder von Margret Birkenfeld“, 2-CD „Margret Birkenfeld – Meine liebsten Lieder“                                          |                                                                               |
| 1975      | Das Licht der Welt (Kantate)                                                                   | Wilfried Mann, Wetzlarer Kinderchor, Wetzlarer Mädchenchor       |                                                                       | Kantate von Margret Birkenfeld                                                     | Single „Licht im Dunkel“                                    | LP „Sieh, dein König kommt zu dir“, 2-CD „Margret Birkenfeld – Meine liebsten Lieder“ |                                                                               |
| 1973      | Sei ein lebendger Fisch                                                                        | Wetzlarer Kinderchor, Wetzlarer Mädchenchor                      |                                                                       | Text und Musik: Margret Birkenfeld                                                 | LP „Schwimm mit gegen den Strom“                            | LP „Jesus liebt Kinder“, MC „Ja, Gott hat alle Kinder lieb“, CD „Sei ein lebendger Fisch“ |                                                                               |
| 1973      | Wir singen von Jesus                                                                           | Wetzlarer Kinderchor, Wetzlarer Mädchenchor                      |                                                                       |                                                                                    | LP „Schwimm mit gegen den Strom“                            | |                                                                               |
| 1973      | Singen, singen, das ist unsre Freude                                                           | Wetzlarer Kinderchor, Wetzlarer Mädchenchor                      |                                                                       | Text und Musik: Margret Birkenfeld                                                 | LP „Schwimm mit gegen den Strom“                            | CD „Gott sagt Ja zu dir“ |                                                                               |
| 1973      | Mach mich allezeit ganz für dich bereit                                                        | Wetzlarer Kinderchor, Wetzlarer Mädchenchor                      |                                                                       |                                                                                    | Schwimm mit gegen den Strom (LP)                            | |                                                                               |
| 1973      | Halleluja (Halleluja! Jesus liebt dich)                                                        | Wetzlarer Kükenchor, Wetzlarer Kinderchor, Wetzlarer Mädchenchor |                                                                       |                                                                                    | Schwimm mit gegen den Strom (LP)                            | |                                                                               |
| 1973      | Redet untereinander (Redet untereinander in Psalmen und Lobgesängen)                           | Wetzlarer Kinderchor, Wetzlarer Mädchenchor                      |                                                                       |                                                                                    | Schwimm mit gegen den Strom (LP)                            | |                                                                               |
| 1973      | Er hat die ganze Welt in seiner Hand                                                           | Wetzlarer Kükenchor, Wetzlarer Kinderchor, Wetzlarer Mädchenchor |                                                                       |                                                                                    | Schwimm mit gegen den Strom (LP)                            | |                                                                               |
| 1973      | Großer Gott, wir loben dich                                                                    | Wetzlarer Kinderchor, Wetzlarer Mädchenchor                      |                                                                       |                                                                                    | Schwimm mit gegen den Strom (LP)                            | |                                                                               |
| 1973      | Gottes Liebe ist wie die Sonne                                                                 | Wetzlarer Kinderchor, Wetzlarer Mädchenchor                      |                                                                       |                                                                                    | Schwimm mit gegen den Strom (LP)                            | |                                                                               |
| 1973      | Wir singen froh von Jesus Christ                                                               | Wetzlarer Kinderchor, Wetzlarer Mädchenchor                      |                                                                       |                                                                                    | Schwimm mit gegen den Strom (LP)                            | |                                                                               |
| 1973      | Wenn du es froh bekennst                                                                       | Wetzlarer Kinderchor, Wetzlarer Mädchenchor                      |                                                                       |                                                                                    | Schwimm mit gegen den Strom (LP)                            | |                                                                               |
| 1974      | Seid ihr auf der Suche                                                                         | Wetzlarer Mädchenchor                                            |                                                                       |                                                                                    | Rangda, der Feind des Lichtes (LP)                          | |                                                                               |
| 1974      | O Herr Jesus, du bist’s wert                                                                   | Wetzlarer Mädchenchor                                            |                                                                       |                                                                                    | Rangda, der Feind des Lichtes (LP)                          | |                                                                               |
| 1974      | Immer mehr will ich ihn preisen                                                                | Wetzlarer Mädchenchor                                            |                                                                       |                                                                                    | Rangda, der Feind des Lichtes (LP)                          | |                                                                               |
| 1974      | Wir bitten an Christi Statt                                                                    | Wetzlarer Mädchenchor                                            |                                                                       |                                                                                    | Rangda, der Feind des Lichtes (LP)                          | |                                                                               |
| 1975      | Sing mit mir ein Halleluja                                                                     | Wetzlarer Kükenchor, Wetzlarer Kinderchor, Wetzlarer Mädchenchor |                                                                       |                                                                                    | ... und fröhlich geh ich durch den Tag (LP)                 | |                                                                               |
| 1975      | Wir sind junge Christen                                                                        | Wetzlarer Mädchenchor                                            |                                                                       |                                                                                    | ... und fröhlich geh ich durch den Tag (LP)                 | |                                                                               |
| 1975      | Herr, diesen Tag (Herr, diesen Tag will ich mit dir beginnen)                                  | Wetzlarer Mädchenchor                                            | Annette Kriese                                                        |                                                                                    | ... und fröhlich geh ich durch den Tag (LP)                 | |                                                                               |
| 1975      | Wo zwei oder drei zusammen sind                                                                | Wetzlarer Mädchenchor                                            |                                                                       |                                                                                    | ... und fröhlich geh ich durch den Tag (LP)                 | |                                                                               |
| 1975      | Der Herr ist meine Stärke und mein Schild                                                      | Wetzlarer Mädchenchor                                            |                                                                       |                                                                                    | ... und fröhlich geh ich durch den Tag (LP)                 | |                                                                               |
| 1975      | Freut euch doch                                                                                | Wetzlarer Kinderchor, Wetzlarer Mädchenchor                      |                                                                       |                                                                                    | Wir wollen Fackelträger sein (LP)                           | |                                                                               |
| 1975      | Wer mein Wort hört                                                                             | Wetzlarer Kinderchor, Wetzlarer Mädchenchor                      |                                                                       |                                                                                    | Wir wollen Fackelträger sein (LP)                           | |                                                                               |
| 1975      | Gottes Güte ist unsere Chance                                                                  | Wetzlarer Mädchenchor                                            |                                                                       |                                                                                    | Wir wollen Fackelträger sein (LP)                           | |                                                                               |
| 1975      | Jesus hat ein Feuer angezündet                                                                 | Wetzlarer Kinderchor, Wetzlarer Mädchenchor                      |                                                                       |                                                                                    | Wir wollen Fackelträger sein (LP)                           | |                                                                               |
| 1975      | Gib doch Gottes Liebe Raum                                                                     | Wetzlarer Mädchenchor                                            |                                                                       |                                                                                    | Wir wollen Fackelträger sein (LP)                           | |                                                                               |
| 1975      | Manche Freude (Manche Freude schenkt das Leben dir)                                            | Wetzlarer Mädchenchor                                            |                                                                       |                                                                                    | Wir wollen Fackelträger sein (LP)                           | |                                                                               |
| 1976      | O Herr, ich danke dir                                                                          | Wetzlarer Mädchenchor                                            |                                                                       |                                                                                    | Lazarus, komm heraus! (LP)                                  | |                                                                               |
| 1976      | Wenn Jesus mit den Wolken kommt                                                                | Wetzlarer Kinderchor, Wetzlarer Mädchenchor                      |                                                                       |                                                                                    | Lazarus, komm heraus! (LP)                                  | |                                                                               |
| 1976      | Ich weiß, ich werde einmal Jesus sehn                                                          | Wetzlarer Mädchenchor                                            |                                                                       |                                                                                    | Lazarus, komm heraus! (LP)                                  | |                                                                               |
| 1976      | Lazarus, komm heraus (Kantate)                                                                 | Wilfried Mann, Wetzlarer Kinderchor, Wetzlarer Mädchenchor       |                                                                       |                                                                                    | Lazarus, komm heraus! (LP)                                  | |                                                                               |
| 1976      | Lobt Gott, ihr Christen allzugleich                                                            | Wetzlarer Kinderchor, Wetzlarer Mädchenchor                      |                                                                       |                                                                                    | Achtung! Die Affen kommen! (LP)                             | |                                                                               |
| 1976      | Psalm 23 (Der Herr ist mein Hirt)                                                              | Wetzlarer Mädchenchor                                            | Helga Becker, Ulrike Wetter, Annette Kriese                           |                                                                                    | LP „Achtung! Die Affen kommen!“                             | LP „Hell strahlt die Sonne“, CD „Der Herr ist mein Hirte“ |                                                                               |
| 1976      | O Bethlehem, du kleine Stadt                                                                   | Wetzlarer Mädchenchor                                            | Ulrike Wetter                                                         |                                                                                    | LP „Achtung! Die Affen kommen!“                             | LP „Seid fröhlich, ihr Kinder“ |                                                                               |
| 1976      | Fürchtet euch nicht                                                                            | Wetzlarer Kinderchor, Wetzlarer Mädchenchor                      | Annette Kriese                                                        |                                                                                    | Achtung! Die Affen kommen! (LP)                             | |                                                                               |
| 1976      | Wir stehen an der Krippe                                                                       | Wetzlarer Mädchenchor                                            | Ulrike Wetter                                                         |                                                                                    | Achtung! Die Affen kommen! (LP)                             | |                                                                               |
| 1976      | Nun singet und seid froh                                                                       | Wetzlarer Kinderchor, Wetzlarer Mädchenchor                      | Helga Becker                                                          |                                                                                    | Achtung! Die Affen kommen! (LP)                             | |                                                                               |
| 1977      | Weise mir, Herr, deinen Weg                                                                    | Wetzlarer Mädchenchor                                            |                                                                       |                                                                                    | Freude ist im Himmel (LP)                                   | |                                                                               |
| 1977      | Scheint es im Haus des Vaters dir viel zu enge                                                 | Wetzlarer Mädchenchor                                            |                                                                       |                                                                                    | Freude ist im Himmel (LP)                                   | |                                                                               |
| 1977      | Vater, in deinem Haus                                                                          | Wetzlarer Mädchenchor                                            |                                                                       |                                                                                    | Fischen verboten! (LP)                                      | |                                                                               |
| 1977      | Für mich gingst du nach Golgatha                                                               | Wetzlarer Mädchenchor                                            |                                                                       |                                                                                    | Fischen verboten! (LP)                                      | |                                                                               |
| 1983      | Im Schilderwald                                                                                | Wetzlarer Mädchenchor                                            |                                                                       |                                                                                    | Grünes Licht für alle (LP)                                  | |                                                                               |
| 1983      | Herr Jesus, du gingst den Weg                                                                  | Wetzlarer Mädchenchor                                            | Marianne Lang*, Petra Kaus**                                          |                                                                                    | Grünes Licht für alle (LP)                                  | | * später verheiratete Marianne Best; ** später verheiratete Petra Heidebrecht |
| 1983      | Drei Lichter regeln den Verkehr                                                                | Wetzlarer Mädchenchor                                            |                                                                       |                                                                                    | Grünes Licht für alle (LP)                                  | |                                                                               |
| 1983      | Geht ein durch die enge Pforte                                                                 | Wetzlarer Mädchenchor                                            | Marianne Lang*                                                        |                                                                                    | Grünes Licht für alle (LP)                                  | | * später verheiratete Marianne Best                                           |
| 1976      | Psalm 138 (Ich danke dir von ganzem Herzen)                                                    | Doris Loh, Wetzlarer Mädchenchor                                 |                                                                       |                                                                                    | Was willst du mehr? (LP)                                    | 2-CD „Margret Birkenfeld – Meine liebsten Lieder“ |                                                                               |
| 1976      | Sing And Pray                                                                                  | Peter, Wetzlarer Mädchenchor                                     |                                                                       |                                                                                    | Ich bin nie allein (LP)                                     | |                                                                               |
| 1976      | Durch die Gnade                                                                                | Peter, Wetzlarer Mädchenchor                                     |                                                                       |                                                                                    | Ich bin nie allein (LP)                                     | |                                                                               |
| 1976      | Neunundneunzig der Schafe                                                                      | Peter & Mutti, Wetzlarer Kinderchor, Wetzlarer Mädchenchor       |                                                                       |                                                                                    | Ich bin nie allein (LP)                                     | |                                                                               |
| 1975      | Das Licht wird Sieger bleiben                                                                  | Christel Menzel-Schrebkowski, Wetzlarer Mädchenchor              |                                                                       |                                                                                    | Geh mit Jesus durch dein Leben (LP)                         | |                                                                               |
| 1975      | Herr, mach mich neu                                                                            | Christel Menzel-Schrebkowski, Wetzlarer Mädchenchor              |                                                                       |                                                                                    | Geh mit Jesus durch dein Leben (LP)                         | |                                                                               |
| 1975      | Der Herr ist mein Heil                                                                         | Christel Menzel-Schrebkowski, Wetzlarer Mädchenchor              |                                                                       |                                                                                    | Geh mit Jesus durch dein Leben (LP)                         | |                                                                               |
| 1975      | Wer Jesus hat, der hat das Leben                                                               | Christel Menzel-Schrebkowski, Wetzlarer Mädchenchor              |                                                                       |                                                                                    | Geh mit Jesus durch dein Leben (LP)                         | |                                                                               |
| 1975      | An dem Platz, an dem wir stehn                                                                 | Wetzlarer Kinderchor, Wetzlarer Mädchenchor                      |                                                                       | Text und Musik: Margret Birkenfeld                                                 | LP „Einen Freund hab ich in Jesus“                          | |                                                                               |
| 1975      | Seit ich mit Jesus gehe                                                                        | Wetzlarer Kinderchor, Wetzlarer Mädchenchor                      |                                                                       | Text und Musik: Margret Birkenfeld                                                 | LP „Einen Freund hab ich in Jesus“                          | |                                                                               |

### Singles
- Gib mir Öl in die Lampe. HSW
- Hell klinge unser Lied. HSW
- Ja, das ist Freude. HSW
- Nun lasst uns stille werden. HSW
- Spiel für Gott ein neues Lied. HSW
- Freude kannst du nur erleben. HSW
- Wir wollen uns von Herzen lieben. HSW
- Geht durch das Tor in ein neues Land. HSW

#### Mitwirkung
- Licht im Dunkel. HSW (mit Wilfried Mann und Wetzlarer Kinderchor)

### Alben

#### Mitwirkung bei Kinderprojekten
- Schwimm mit gegen den Strom. HSW, 1973 (mit Wetzlarer Kinderchor, Wetzlarer Kükenchor)
- Und fröhlich geh ich durch den Tag. HSW, 1975 (mit Wetzlarer Kinderchor, Wetzlarer Kükenchor)[1]
- Wir wollen Fackelträger sein. HSW 1975 (mit Wetzlarer Kinderchor)
- Lazarus, komm heraus!. HSW, 1976 (mit Wilfried Mann und Wetzlarer Kinderchor)
- Freude ist im Himmel. HSW, 1976 (mit Wetzlarer Kinderchor, Wetzlarer Kükenchor)
- Fischen verboten!. HSW, 1977 (mit Wetzlarer Kinderchor, Wetzlarer Kükenchor)
- Grünes Licht für alle. S&G, 1983 (mit Wetzlarer Kükenchor, Wetzlarer Kinderchor)

#### Mitwirkung bei Hörkonzepten von Dr. Thiessen
- Rangda, der Feind des Lichtes. HSW 1974
- Achtung! Die Affen kommen!. HSW 1976

#### Mitwirkung bei sonstigen Konzepten
- Einen Freund hab ich in Jesus. Gitarrenlieder. HSW, 1976
- Und fragst du die Wolken. Gitarrenlieder. HSW, 1973

#### Gastauftritte
- Doris Loh: Was willst du mehr?. HSW, 1976
- Christel Menzel-Schrebkowski: Geh mit Jesus durch dein Leben. HSW, 1976
- Peter: Ich bin nie allein. HSW, 1976

#### Kompilationen
aus eigenen Singles:
- Mit Jesus leben, das ist Freude. HSW, 1976 (Zusammenstellung aus Single-Platten)

aus mitgewirkten Singles und LPs:
- Von allerlei Tieren. S&G, 1983[2][3] (Zusammenstellung von vier Kantaten zuvor als Singles veröffentlicht, gemeinsam mit Wetzlarer Kinderchor und Wetzlarer Kükenchor)
- Ja, Gott hat alle Kinder lieb. Die schönsten Kinderlieder von Margret Birkenfeld. S&G, 1985 (mit Wetzlarer Kükenchor, Wetzlarer Kinderchor)
- Komm mit, halt Schritt. Fröhliche Kinderlieder. S&G, 1987 (mit Wetzlarer Kinderchor)

#### Sampler
- Sei ein lebendger Fisch. Die schönsten Lieder für Teenager von Margret Birkenfeld. Gerth Medien, 2005 (außerdem mit: Wir singen für Jesus Kinderchor, Wetzlarer Kinderchor)
- Margret Birkenfeld: Meine liebsten Lieder. Gerth Medien, 2006 (außerdem mit: Helga Becker, Doris Loh, Wilfried Mann, Cantate-Quartett, Wetzlarer Jugendchor etc.)[4][5]